# Сонник (книга)
Со́нник (заст. сонни́к) — книга, у якій тлумачаться сновидіння.

## Історія
Найдревніший сонник, що зберігся до наших днів, з'явився в Стародавньому Єгипті близько 2 тисяч років до н. е.. Відомий як Папірус Честер-Бітті III (Британський музей, № 10683), це джерело містить тлумачення двохсот снів, а також опис магічних ритуалів «для захисту від злих духів».
В СРСР сонники не публікувалися. Після перебудови сонники знову стали популярні, як і інші магічні публікації (гороскопи, знахарські рецепти, травники). На відміну від середньовічних книг, компонування нових видань претендувало на наукову класифікацію.
Найпоширенішими вважаються сонники: Мілера, Ванги, Фрейда, Нострадамуса.